# Лтава (городище)
Лтава — місцевість городища та поселення у місті Полтава. Ототожнюється з давньоруською літописною Лтавою. Збережена частина культурних нашарувань його центральної частини розміщена на південно-східному краю Іванової гори і, будучи оточеною забудовами, утворює площу Соборного майдану. Археологічно-історична пам'ятка України.

## Історія дослідження
Питання місцезнаходження переправи Ігоря Святославича через Ворсклу вперше викликало інтерес у М. Карамзіна. Проте ані він, ні інший відомий фахівець з проблем давньоруської історії М. Арцибашев, не дали конкретної відповіді на те, чим же була Лтава — селищем, урочищем або річкою у Нижньому Поворсклі. Вони лише відзначали сучасне географічне місце розташування переправи новгород-сіверської дружини там, «де нині [місто] Полтава». У 1845-му місцевість досліджував Т. Шевченко. Лев Падалка відносив Лтаву-Полтаву до числа давньоруських «міст». На його погляди вплинули факти відкриття на той час
І. Зарецьким поховань Х–ХІ ст. неподалік будинку Полтавського губернського земства, виявлення на Соборному майдані у 1905 р. скарбу сіверянських срібних прикрас і публікація результатів обстеження Старополтавської гори В. Ляскоронським, який визначив місцезнаходження Полтавського городища (його острогу):

| «... найдавніша частина цього міста, ... знаходиться на тому мисоподібно виступаючому між двома ярами високому виступі, який гострим шпилем удається до річкової долини. На кінці цього мису розташований ... невеликий сквер, а на північний захід від нього – Соборна площа. Розміри стародавнього городища ... невеликі. Воно займало у довжину близько 300–400 саж., і близько половини цього в ширину, ... з боку плато городище відділялося валом, котрий оточував і всі останні його боки» |
Давньоруські матеріали на Старополтавській горі, вслід за Зарецьким, виявили М. Гавриленко
та археолог М. О. Стан. В 1940-му і 45-му роках археологічне обстеження здійснив І. Ляпушкін. Вже перші його розвідкові роботи дали змогу віднести полтавське поселення до числа найдавніших протоміських центрів Давньої Русі. Після цих робіт було встановлене датування поселення — VIII—XIII ст., а також поставлене питання про можливість існування перерви у його розвитку в ХІ — на початку ХІІ ст. Традицію ототожнення городища як протоцентру міста у своїх працях розвинули зокрема О. Сухобоков, М. Кучера, Б. Рибаков та П. Толочко. Розвідкові обстеження О. Супруненка (1983 та 1986) дозволили розширити уявлення щодо території, зайнятої посадом городища у межах Старополтавської, Інститутської і Миколаївської гір.

## Загальна характеристика пам'ятки
Майданчик городища і рештки прилеглих посадів розташовані в історичній частині Полтави безпосередньо на міських ландшафтних домінантах — Старополтавській горі і сусідньому мису Інститутської гори. За часів пізнього середньовіччя городище і поселення були пошкоджені влаштуванням об'єктів полкової фортеці.
Назву Іванова гора ще в середині ХІХ ст. використав відомий археолог і літератор, один з перших наукових співробітників Імператорської Археологічної комісії, зіньківчанин О. В. Терещенко, таким чином вшановуючи ім'я й місце проживання класика нової української літератури, видатного полтавця І. П. Котляревського. З 1990-х рр. назва «Іванова гора» стала загальновживаною, потрапивши на сторінки наукових і туристичних видань.
Іванова гора — практично плаский мис високого корінного берега Ворскли з абсолютними відмітками 152,2–153,5 м в Балтійській системі вимірювань, що скраю зі сходу має незначний уступ. Обмежений ескарпованими крутосхилами, з терасами завширшки 20-70 м на абсолютних рівнях 136—140 м. З півдня і південного сходу мис підрізаний старим узвозом, імовірно, давньоруського часу, що утворює виступ заввишки 2,2–2,5 м.
Вузьке пасмо гребеню мисоподібного утворення з деяким розширенням, розміщене на південь і дещо нижче від рівня плато (з сучасною Білою альтанкою й оглядовим майданчиком) — попри те що традиційно вважається наслідком фортифікаційної діяльності РІА початку XVIII ст., інколи містобудівним утворенням ХХ ст. — може бути рештками одного з укріплень городища.
Навпроти, за 260—300 м через Мазурівський яр, здіймаються східні схили Інститутської гори та Миколаївської гірки, на яких знаходилися посади і «Нове місто» козацької епохи.
Вважається, що рештки городища є залишками літописної Лтави локалізованої на південному сході Переяславської землі, яка згадується під 1173 р. в Іпатієвському списку «Повісті минулих літ» у зв'язку з походом на половців князя Ігоря Святославича.